# Gecinulus
Gecinulus es un género de aves piciformes perteneciente a la familia Picidae, cuyos miembros viven en Asia. 

## Especies
El género contiene dos especies:
- Gecinulus grantia - pito del bambú norteño;
- Gecinulus viridis - pito del bambú sureño.